# Sid Ahmed Zerrouki
Pour les articles homonymes, voir Zerrouki.
Sid Ahmed Zerrouki est un footballeur international algérien né le 30 août 1970 à Oran. Il évoluait au poste de milieu de terrain.
Il compte 30 sélections en équipe nationale entre 1993 et 1997, avec 2 buts inscrits.

## Carrière
- 1991-1996 :  MC Oran
- 1996-1997 :  CS Sfaxien
- 1997-2002 :  MC Oran
- 2002-2003 :  ASM Oran
- 2003-2004 :  OM Arzew
- 2004-2005 :  MC Oran
- 2005 :  MC Oujda
- 2005-2006 :  CR Belouizdad
- 2006-2007 :  OM Arzew
- 2007-2008 :  GC Mascara

## Palmarès

### En Club
- Champion d'Algérie en 1992 et 1993 avec le MC Oran

- Vainqueur de la Coupe d'Algérie en 1996 avec le MC Oran

- Vainqueur de la Coupe de la Ligue d'Algérie en 1996 avec le MC Oran

- Vainqueur de la Coupe arabe des vainqueurs de coupe en 1998 avec le MC Oran

- Vainqueur de la Supercoupe arabe en 1999 avec le MC Oran

- Finaliste de la Supercoupe d'Algérie en 1992 avec le MC Oran

- Finaliste de la Coupe d'Algérie en 1998 et 2002 avec le MC Oran
- Finaliste de la Coupe de la Ligue d'Algérie en 2000 avec le MC Oran

- Finaliste de la Ligue des champions arabes en 2001 avec le MC Oran
- Finaliste de la Coupe de Tunisie en 1997 avec le CS Sfaxien

### En sélection
- Médaillé d'argent aux Jeux Méditerranéens de 1993 à Languedoc-Roussillon

## Distinctions personnelles
- International algérien de 1993 à 1997
- Premier match le 18/7/1993 :  Côte d'Ivoire - Algérie (1-0)
- Dernier match le 20/12/1997 :  Egypte - Algérie (1-2)
- Nombre de matchs joués : 33  (plus 1 matchs d'application)
- Nombre de buts marqués : 2
- Participation à la Coupe d'Afrique des Nations de 1996
- Participation à 2 éditions des Jeux Méditerranéens (1991, 1993)

## Liens Externes
- Fiche du joueur - dzfoot.com